# Чёрное (Кировский район)
Чёрное — деревня в Суховском сельском поселении Кировского района Ленинградской области.

## История
Сельцо Черная, «а в нём храм Ильи пророка над озером Ладожским», упоминается в Дозорной книге Водской пятины Корельской половины 1612 года в Пречистенском Городенском погосте Ладожского уезда.
Первая деревянная церковь в селе Чёрном, построенная в начале XVII века, была освящена во имя пророка Илии, она сгорела вместе с селом в 1760 году. В 1763 году была освящена новая деревянная церковь во имя Богоявления Господня.
Село  Черное упоминается на карте Санкт-Петербургской губернии 1792 года А. М. Вильбрехта.

ЧЕРНОЕ — село принадлежит Казённому ведомству, число жителей по ревизии: 124 м. п., 152 ж. п.;
  В оном: церковь деревянная во имя Св. Илии Пророка. (1838 год)

Согласно карте Ф. Ф. Шуберта, в 1844 году село Черное состояло из 54 крестьянских дворов.

ЧОРНОЕ — село Ведомства государственного имущества, по просёлочной дороге, число дворов — 38, число душ — 118 м. п. (1856 год)

ЧЕРНОЕ — село владельческое при Ладожском озере, число дворов — 45, число жителей: 127 м. п., 179 ж. п.;
  Церковь православная. Обывательская почтовая станция. Сельское училище. (1862 год) 

В 1879 году был освящён новый каменный, одноглавый, с деревянным куполом и колокольней храм во имя пророка Илии. Старая, деревянная церковь была разобрана, а из её материала была построена часовня и двухэтажная школа.
Сборник Центрального статистического комитета описывал село так:

ЧЕРНОЕ — село бывшее владельческое при Ладожском озере и канале Имп. Александр II, дворов — 56, жителей — 252; церковь православная, школа, 2 лавки. (1885 год)

В конце XIX века село административно относилось к Кобонской волости 1-го стана Новоладожского уезда Санкт-Петербургской губернии, в начале XX века — 4-го стана.
С 1917 по 1923 год село Чёрное входило в состав Черновского сельсовета Кобонской волости Новоладожского уезда.
С 1923 года в составе Шумской волости Волховского уезда.
Согласно данным переписи населения СССР 1926 года в селе Чёрное проживали 527 человек — все русские.
С 1927 года в составе Мгинского района.
По данным 1933 года деревня Чёрное являлась административным центром Черновского сельсовета Мгинского района, в который входили 3 населённых пункта: деревни Белые Озерки, Стрековец и Чёрное, общей численностью населения 846 человек.
По данным 1936 года в состав Черновского сельсовета с административным центром в селе Чёрное входили 3 населённых пункта, 143 хозяйства и 2 колхоза.

План села Чёрное. 1941 год

Согласно топографической карте РККА 1941 года село насчитывало 98 дворов. В селе находились: почта, пристань, школа, церковь и сельсовет.
С 1954 года в составе Кобонского сельсовета.
В 1958 году население деревни Чёрное составляло 189 человек.
С 1960 года в составе Волховского района.
По данным 1966 и 1973 годов деревня Черное также находилась в подчинении Кобонского сельсовета Волховского района.
По данным 1990 года деревня Чёрное входила в состав Суховского сельсовета Кировского района.
В 1997 году в деревне Чёрное Суховской волости проживали 67 человек, в 2002 году — 91 человек (русские — 97 %).
В 2007 году в деревне Чёрное Суховского СП — 35 человек.

## География
Находится в северо-восточной части района при Сатманском заливе на берегу Ладожского озера между двумя параллельными каналами: Староладожским каналом, почти полностью пересохшим и заросшим, и Новоладожским каналом, который используется для движения судов малого водоизмещения до настоящего времени.
Деревня расположена на автодороге 41К-524 (Кобона — Чёрное). Расстояние до административного центра поселения — 27 км.
Расстояние до ближайшей железнодорожной станции Жихарево — 42 км.

## Демография
| 1838 | 1862 | 1885 | 1997 | 2007 | 2010 | 2017 |
| ---- | ---- | ---- | ---- | ---- | ---- | ---- |
| 276  | ↗306 | ↘252 | ↘67  | ↘35  | ↗44  | ↘35  |

## Достопримечательности
- Церковь во имя святого пророка Илии

## Фото

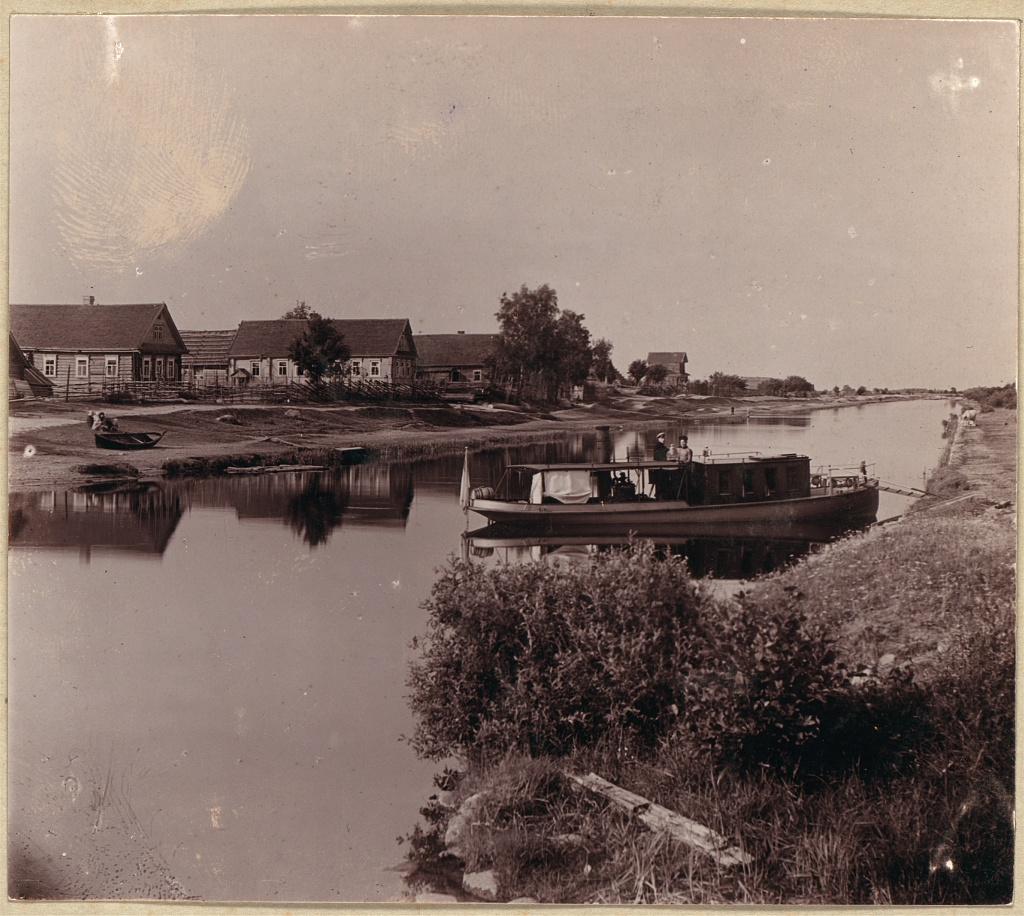
Село Чёрное. С. М. Прокудин-Горский, 1909 год
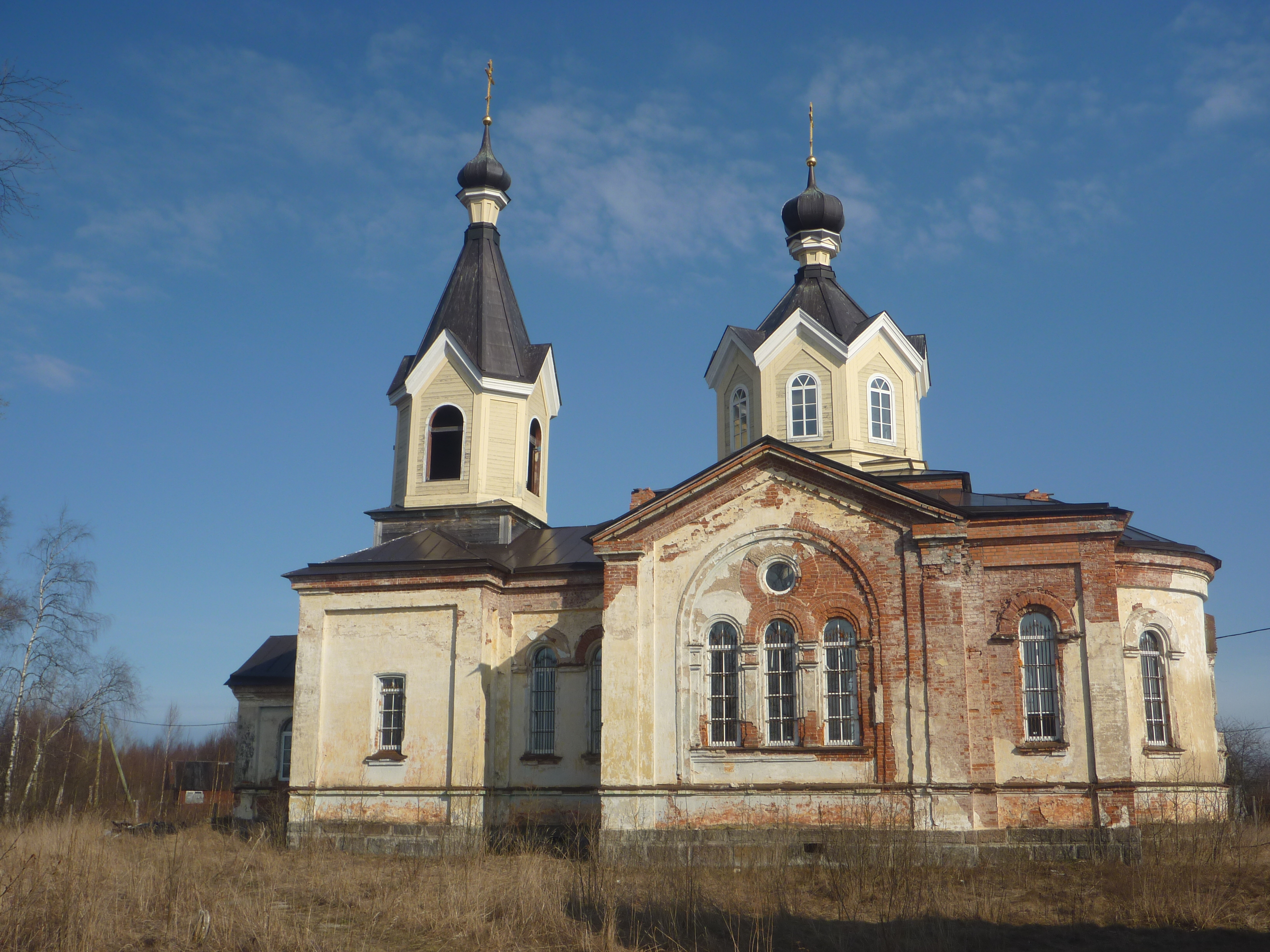
Церковь Ильи Пророка в Чёрном, 2015 год
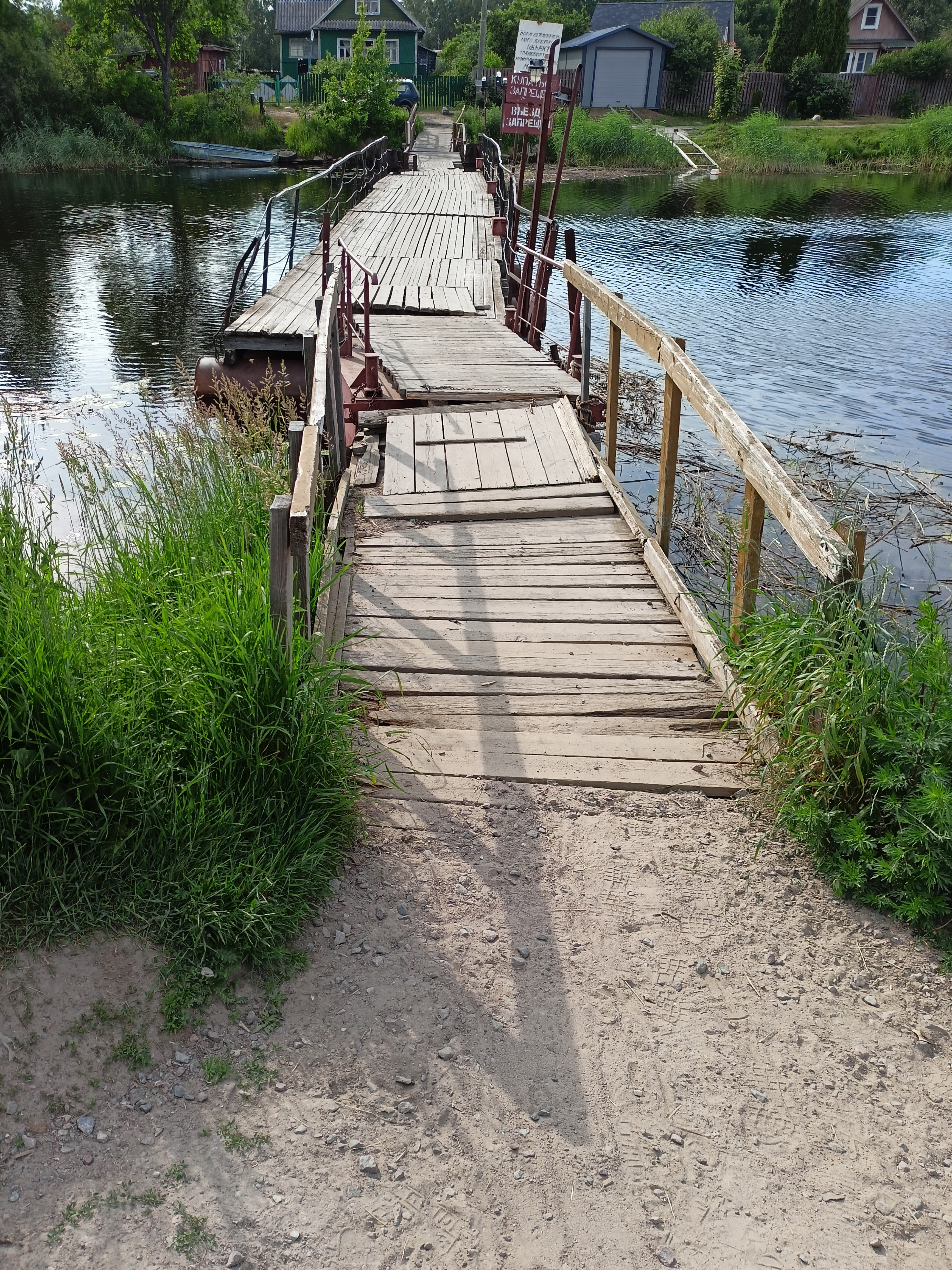
Понтонный мост, 2023 год
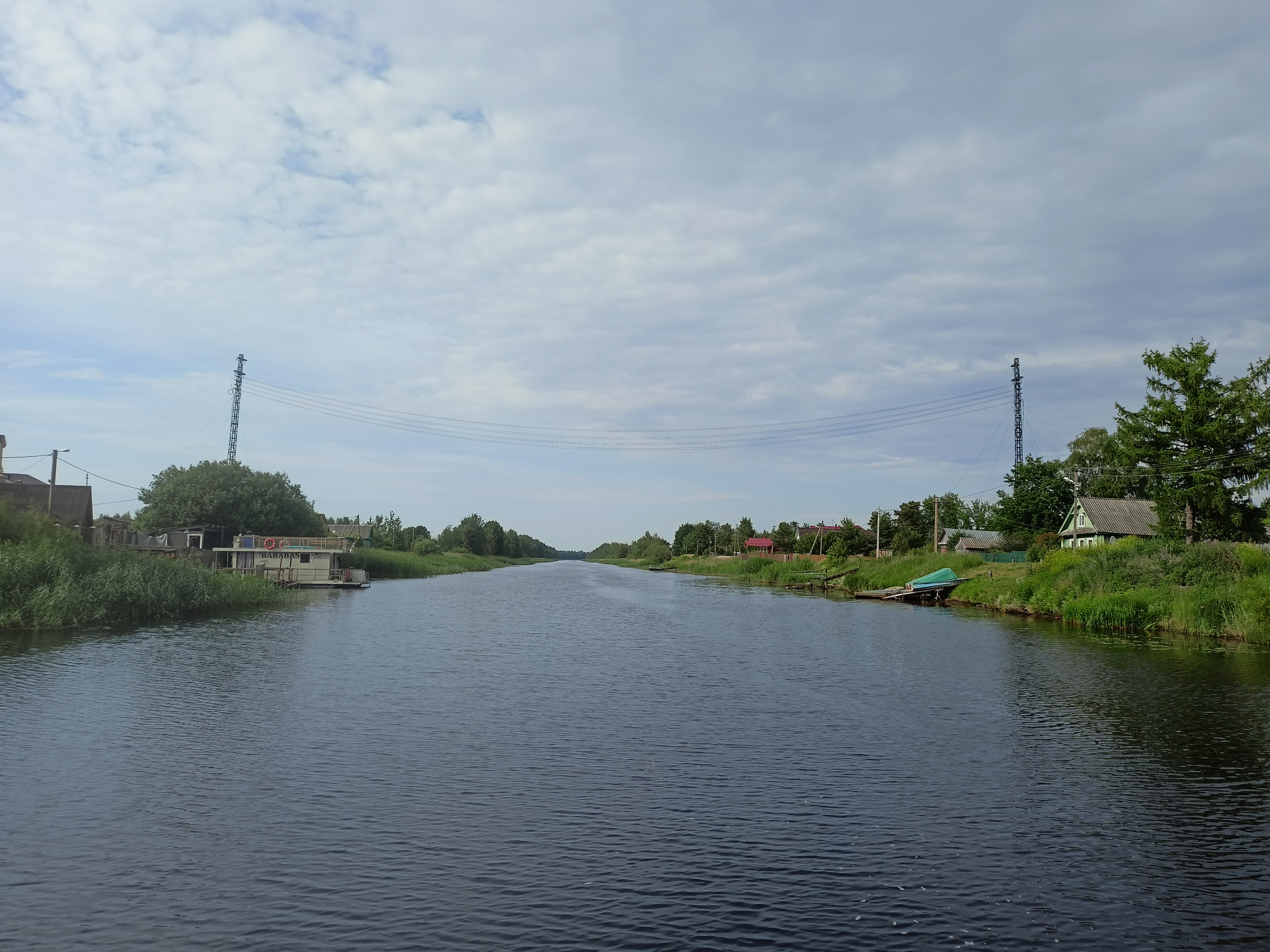
Новоладожский канал, 2023 год